# Darwin (Australia)
Darwin es la capital y ciudad más poblada del Territorio del Norte, Australia. Situada junto al mar de Timor, se encuentra en la costa septentrional del país y cuenta con una población de 120 652 habitantes (2006), convirtiéndose así en la mayor ciudad del escasamente poblado Territorio del Norte pero en la menos poblada de todas las ciudades capitales australianas. Es asimismo la más septentrional de las capitales australianas y funciona como el centro regional del conocido como Top End.
Con el paso del tiempo, Darwin ha pasado de ser un enclave pionero y pequeño puerto de Australia a una de las ciudades más modernas y multiculturales de Australia. Su proximidad con Asia hace de la ciudad una importante puerta de entrada a Australia de países como Indonesia y Timor Oriental. La autopista Stuart comienza en Darwin y termina en Port Augusta, Australia Meridional. La ciudad cuenta con una base naval de la armada australiana.
La ciudad en sí está construida sobre un acantilado con vistas al puerto. Sus suburbios comienzan en Lee Point en el norte y se extiende a Berrimah en el este. Junto a Berrimah se encuentra la autopista Stuart, que conecta a Darwin, la ciudad satélite de Palmerston y sus suburbios con el Sur del país.
La región, como el resto del Top End, posee un clima tropical con temporadas diferenciadas entre estaciones lluviosas y secas. Recibe una importante cantidad de precipitación durante la estación lluviosa y la zona es conocida por sus espectaculares rayos.
Los habitantes originales del área del Gran Darwin son el pueblo indígena larrakia. El 9 de septiembre de 1839, el HMS Beagle llegó al puerto de Darwin durante su estudio de la zona. El oficial John Clements Wickham llamó a la región «Puerto de Darwin» en honor a Charles Darwin.
La ciudad fue reconstruida por completo en dos ocasiones, la primera debido al bombardeo de Darwin por parte del Imperio japonés durante la Segunda Guerra Mundial y la otra tras el paso del ciclón Tracy en 1974. En la actualidad es una de las más modernas ciudades a escala nacional.

## Historia
Los primeros habitantes de la localidad fueron los larrakia, quienes establecieron rutas comerciales con el Sureste Asiático e importaron bienes de sitios tan alejados como Australia Meridional y Occidental. Este grupo creó los caminos conocidos como songlines (o dreamlines), que permitieron la transmisión de la memoria oral.
Los holandeses visitaron el litoral septentrional del continente australiano a principios de 1600, siendo asimismo los primeros europeos en mapear la zona. De este período son varios nombres neerlandés, como Tierra de Arnhem o Groote Eylandt.

### Británicos
El primer británico en ver el puerto de Darwin fue muy probablemente el teniente John Lort Stokes del HMS Beagle el 9 de septiembre de 1839. El capitán del navío John Clements Wickham bautizó el lugar en honor al biólogo y naturalista Charles Darwin, quien se encontraba a bordo durante su segunda expedición.
A principios de los años 1870, Darwin anotó los efectos de la fiebre del oro en Pine Creek, cuando los empleados de la Línea Telegráfica Transaustraliana encontraron oro durante las excavaciones para los postes del telégrafo.
A principios de 1875, el número de europeos se había elevado a 300. En 1875, el navío SS Gothenburg naufragó, perdiendo más del 80 % de su tripulación, pues solo sobrevivieron 22 hombres, falleciendo entre 98 y 112, casi todos de Darwin. Por sus proporciones, el accidente afectó negativamente el desarrollo del asentamiento.

### SiglosXXyXXI
En un principio el Territorio del Norte fue administrado por Australia Meridional, hasta su traspaso a la Mancomunidad en 1911. El 5 de febrero de 1869, George Goyder, estableció un poblado de 135 personas en Port Darwin, que llamó Palmerston, en honor al Primer ministro Henry John Temple. En 1870, se erigieron en Darwin los primeros postes de la Línea Telegráfica australiana, lo cual constituiría un hito en las comunicaciones internacionales del continente. El descubrimiento de oro en Pine Creek en los años 1880 estimuló aún más el desarrollo del asentamiento. En 1911, Darwin se convirtió en el nombre oficial de la ciudad.
Entre 1911 y 1919 la región atravesó por una gran agitación política, en particular por los descontentos sociales canalizados por los sindicatos, que terminaron el 17 de diciembre de 1918 cuando cerca de 1000 manifestantes marcharon hasta la Casa de Gobierno de Darwin donde quemaron una imagen del Administrador del Territorio del Norte, John Gilruth, pidiendo su renuncia. El incidente se conoce como la Rebelión de Darwin.

Cerca de 10 000 hombres de las tropas aliadas llegaron a Darwin a principios de los años 1940, a comienzos de la Segunda Guerra Mundial, para defender el litoral septentrional de la isla. El 19 de febrero de 1942, 188 aviones de guerra japoneses atacaron la ciudad. La flota aérea fue la misma que realizó el ataque de Pearl Harbor, arrojando en Darwin un mayor número de bombas que en el puerto estadounidense. En la operación murieron por lo menos 243 personas, y se infligieron graves daños a la infraestructura de la ciudad, constituyendo el mayor ataque bélico de la historia australiana. Entre 1942 y 1943 continuaron los ataques sobre el puerto.

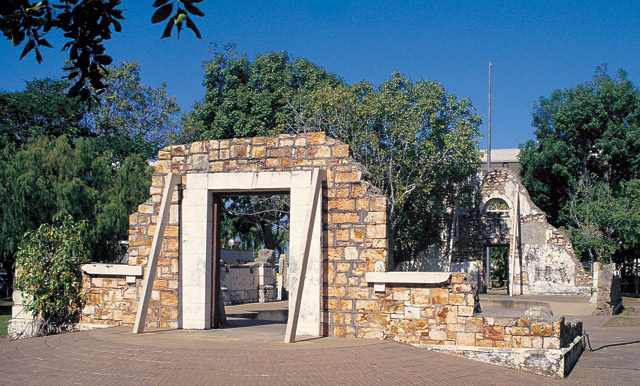
Restos del Gobierno de Palmerston, destruido por el ciclón Tracy.

A pesar de los ataques, durante la guerra el desarrollo de la ciudad fue considerable. De hecho, se construyeron vías pavimentadas que conectaron la región con Alice Springs al sur y con Mount Isa en el sudeste. Del mismo modo, se construyó la presa Manton al sur de la provincia para abastecer la ciudad con agua. En el Australia Day (es decir el día de la independencia de la isla, el 26 de enero de 1959), se le concedió a la localidad el estatus de ciudad.
El 25 de diciembre de 1974, la ciudad fue azotada por el ciclón Tracy, que tuvo un saldo de 71 personas muertas y la destrucción de más del 70 % de los edificios, incluyendo los más antiguos. Tras el desastre unas 30 000 personas (de un total de 43 000) fueron evacuadas. La ciudad se reconstruyó con nuevos materiales y técnicas. A principios de los años 1980 se construyó la ciudad satélite de Palmerston a 20 km al sur.
El 17 de septiembre de 2003 se terminó el ferrocarril entre las ciudades de Adelaida y Darwin.

## Geografía

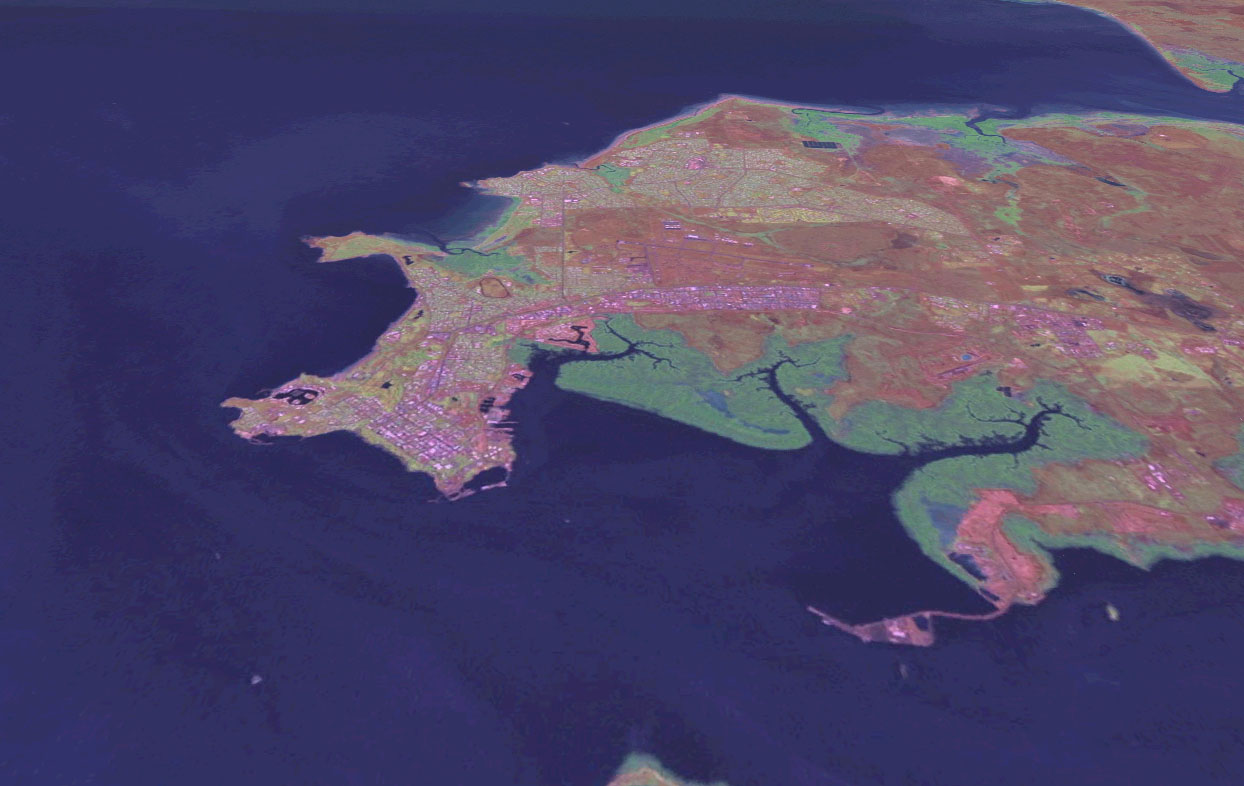
Imagen satelital de Darwin.

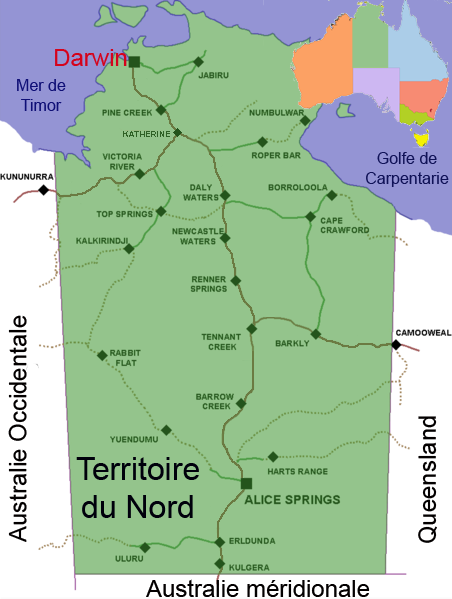
Darwin se encuentra en el mar de Timor, en la zona septentrional del Territorio del Norte.

Darwin está situado en el Territorio del Norte, en el mar de Timor. La ciudad en si se erige en un acantilado con vistas al puerto de Darwin, flanqueado por Frances Bay hacia el este y Cullen Bay al oeste. El resto de la ciudad es plana y de baja altitud y las zonas costeras albergan zonas de recreo, amplias playas y excelente pesca.
Darwin está más cerca de las capitales de otros cinco países que de la capital de Australia: Darwin está a 3.969 kilómetros de distancia de Canberra. Dili (Timor Oriental) está a 656 kilómetros de Darwin, Port Moresby (Papúa Nueva Guinea) a 1.818 kilómetros, Yakarta (Indonesia) a 2.700 kilómetros, Bandar Seri Begawan (Brunéi) a 2.607 kilómetros y Melekeok (Palaos) a 2.247 kilómetros de Darwin. Incluso Singapur está ligeramente más cerca, con 3350 kilómetros, al igual que Manila (Filipinas) a 3.206 kilómetros y Honiara (Islas Salomón) a 3.198 kilómetros. Ambon, Indonesia está a solo 881 kilómetros de distancia de Darwin.
Junto con su importancia como puerta de entrada a Asia, Darwin también actúa como un punto de acceso para el parque nacional Kakadu, Arnhem Land y las islas del norte como Groote Eylandt y las Islas Tiwi. La ciudad es la más grande de la zona y presta servicios a distancia de estos asentamientos.

### Urbanismo
Darwin y sus suburbios se esparcen en forma triangular, con los antiguos suburbios del sudoeste (y la propia ciudad) formando una esquina, los nuevos suburbios en otra y los barrios del este progresivamente hacia Palmerston, cerrando el triángulo.
La parte más antigua de Darwin está separada de los nuevos barrios del norte por el Aeropuerto Internacional de Darwin y la base de la Royal Australian Air Force. Palmerston es una ciudad satélite a 20 kilómetros al sur de Darwin, que se estableció en la década de 1980 y es uno de los municipios de más rápido crecimiento en Australia. Las zonas rurales de Darwin incluyendo, Howard Springs, Humpty Doo y Berry Springs, están experimentando un fuerte crecimiento.
El distrito central de negocios de Darwin limita con la calle Daly en el noroeste, McMinn Street, en el noreste, Mitchell Street en el suroeste y Bennett Street en el sureste. El CDB ha sido objeto de una serie de importantes proyectos, incluidos la rehabilitación de miles de millones de dólares del muelle marítimo Stokes Hill o la construcción de un centro de convenciones con capacidad para 1.500 personas y aproximadamente 4.000 metros cuadrados de espacio expositivo. El desarrollo también incluirá hoteles, apartamentos residenciales y espacios públicos. Las principales zonas industriales de la ciudad están a lo largo de la autopista Stuart en dirección a Palmerston. El mayor centro comercial de la zona es Casuarina Square. Las zonas residenciales más caras están situadas a lo largo de la costa como los suburbios Larrakeyah y Brinkin, a pesar del leve riesgo en estas regiones bajas de enfrentarse a ciclones y mareas altas. En el interior, el este de los suburbios como Malak y Karama son el hogar de las familias más desfavorecidas.

### Clima

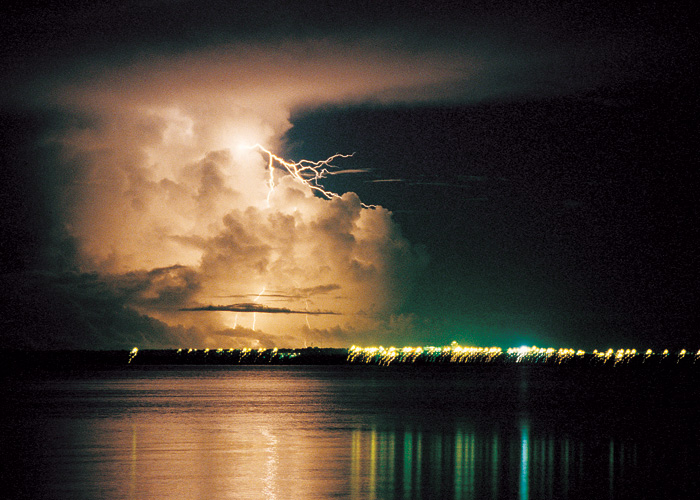
Tormenta nocturna en la temporada de lluvias de Darwin.

Darwin tiene un clima tropical de sabana (Aw en la clasificación climática de Köppen) con distintas estaciones húmedas y secas y temperaturas máximas medias similares durante todo el año. La estación seca se extiende desde abril-mayo a octubre (invierno del hemisferio sur), durante el cual casi todos los días son calurosos y soleados, y por la tarde presenta un promedio de humedad de alrededor del 30%, pero varía. Hay muy pocas precipitaciones entre mayo y septiembre. En los meses más fríos de junio y julio la temperatura mínima diaria suele ser de alrededor de 14 °C, pero muy rara vez desciende de esa temperatura. Nunca se han registrado heladas.
La estación húmeda está asociada con ciclones tropicales y lluvias monzónicas. La mayoría de lluvias se produce entre diciembre y marzo (verano del hemisferio sur), cuando las tormentas son comunes por la tarde y la humedad promedia más del 70% durante estos meses húmedos. No suele llover durante la estación húmeda, pero la mayoría de los días son de cálidos a calurosos, con abundante nubosidad. El mes de enero promedia menos de 6 horas de luz solar al día. El mes más cálido es noviembre, justo antes del inicio de la principal temporada de lluvias. Debido a su larga estación seca, Darwin tiene el mayor promedio de horas de sol diario (8,4) de cualquier capital de Australia, de abril a noviembre. El sol pasa directamente por encima, a mediados de octubre y mediados de febrero. El clima de Darwin tiene más en común con Singapur que con Sídney, ya que se sienta dentro de la zona tropical.
Darwin está situado en una de las zonas más propensas a los rayos en el mundo. En 2002 una sola tormenta produjo 1.634 rayos en Darwin en pocas horas, que es la misma cantidad que experimentó Perth, Australia Occidental, en todo el año.
| Parámetros climáticos promedio del Aeropuerto de Darwin (1941–2010) | Parámetros climáticos promedio del Aeropuerto de Darwin (1941–2010) | Parámetros climáticos promedio del Aeropuerto de Darwin (1941–2010) | Parámetros climáticos promedio del Aeropuerto de Darwin (1941–2010) | Parámetros climáticos promedio del Aeropuerto de Darwin (1941–2010) | Parámetros climáticos promedio del Aeropuerto de Darwin (1941–2010) | Parámetros climáticos promedio del Aeropuerto de Darwin (1941–2010) | Parámetros climáticos promedio del Aeropuerto de Darwin (1941–2010) | Parámetros climáticos promedio del Aeropuerto de Darwin (1941–2010) | Parámetros climáticos promedio del Aeropuerto de Darwin (1941–2010) | Parámetros climáticos promedio del Aeropuerto de Darwin (1941–2010) | Parámetros climáticos promedio del Aeropuerto de Darwin (1941–2010) | Parámetros climáticos promedio del Aeropuerto de Darwin (1941–2010) | Parámetros climáticos promedio del Aeropuerto de Darwin (1941–2010) |
| Mes                                                                 | Ene.                                                                | Feb.                                                                | Mar.                                                                | Abr.                                                                | May.                                                                | Jun.                                                                | Jul.                                                                | Ago.                                                                | Sep.                                                                | Oct.                                                                | Nov.                                                                | Dic.                                                                | Anual                                                               |
| ------------------------------------------------------------------- | ------------------------------------------------------------------- | ------------------------------------------------------------------- | ------------------------------------------------------------------- | ------------------------------------------------------------------- | ------------------------------------------------------------------- | ------------------------------------------------------------------- | ------------------------------------------------------------------- | ------------------------------------------------------------------- | ------------------------------------------------------------------- | ------------------------------------------------------------------- | ------------------------------------------------------------------- | ------------------------------------------------------------------- | ------------------------------------------------------------------- |
| Temp. máx. abs. (°C)                                                | 37.7                                                                | 38.3                                                                | 37.8                                                                | 38.3                                                                | 37.4                                                                | 35.8                                                                | 36.7                                                                | 37.1                                                                | 38.3                                                                | 40.4                                                                | 38.8                                                                | 38.8                                                                | 40.4                                                                |
| Temp. máx. media (°C)                                               | 32.4                                                                | 32.2                                                                | 32.7                                                                | 33.5                                                                | 32.6                                                                | 31.2                                                                | 30.6                                                                | 31.7                                                                | 33.0                                                                | 34.1                                                                | 34.2                                                                | 33.6                                                                | 32.7                                                                |
| Temp. media (°C)                                                    | 28.9                                                                | 28.6                                                                | 28.7                                                                | 28.5                                                                | 26.6                                                                | 24.6                                                                | 23.8                                                                | 25.5                                                                | 28.0                                                                | 29.8                                                                | 30.2                                                                | 29.8                                                                | 27.8                                                                |
| Temp. mín. media (°C)                                               | 24.8                                                                | 24.7                                                                | 24.5                                                                | 24.0                                                                | 22.1                                                                | 19.9                                                                | 19.2                                                                | 20.4                                                                | 23.0                                                                | 25.0                                                                | 25.4                                                                | 25.3                                                                | 23.2                                                                |
| Temp. mín. abs. (°C)                                                | 20.2                                                                | 17.2                                                                | 19.2                                                                | 16.0                                                                | 13.8                                                                | 12.1                                                                | 10.4                                                                | 13.2                                                                | 14.3                                                                | 19.0                                                                | 19.3                                                                | 19.8                                                                | 10.4                                                                |
| Lluvias (mm)                                                        | 426.3                                                               | 374.6                                                               | 319.0                                                               | 102.2                                                               | 21.2                                                                | 1.8                                                                 | 1.2                                                                 | 4.9                                                                 | 15.3                                                                | 70.6                                                                | 141.7                                                               | 250.8                                                               | 1729.6                                                              |
| Días de lluvias (≥ 1 mm)                                            | 21.3                                                                | 20.4                                                                | 19.6                                                                | 9.3                                                                 | 2.2                                                                 | 0.6                                                                 | 0.4                                                                 | 0.6                                                                 | 2.3                                                                 | 6.9                                                                 | 12.4                                                                | 16.9                                                                | 112.9                                                               |
| Horas de sol                                                        | 176.7                                                               | 162.4                                                               | 210.8                                                               | 261                                                                 | 297.6                                                               | 297                                                                 | 313.1                                                               | 319.3                                                               | 297                                                                 | 291.4                                                               | 252                                                                 | 213.9                                                               | 3092.2                                                              |
| Humedad relativa (%)                                                | 70                                                                  | 72                                                                  | 67                                                                  | 52                                                                  | 43                                                                  | 38                                                                  | 37                                                                  | 40                                                                  | 47                                                                  | 52                                                                  | 58                                                                  | 65                                                                  | 53.4                                                                |
| Fuente:                                                             |                                                                     |                                                                     |                                                                     |                                                                     |                                                                     |                                                                     |                                                                     |                                                                     |                                                                     |                                                                     |                                                                     |                                                                     |                                                                     |

## Demografía
| Población de Darwin por año | Población de Darwin por año | Población de Darwin por año |
| --------------------------- | --------------------------- | --------------------------- |
| 1911                        | 1.082                       |                             |
| 1956                        | 8.900                       |                             |
| 1961                        | 15.477                      |                             |
| 1974                        | 46.700                      | (Ciclón Tracy)              |
| 1975                        | 25.700                      |                             |
| 1981                        | 61.412                      |                             |
| 1991                        | 86.415                      |                             |
| 2002                        | 107.456                     |                             |
| 2006                        | 114.368                     |                             |
| 2011                        | 131.209                     | (estimado)                  |
| 2021                        | 168.706                     | (estimado)                  |
| 2031                        | 210.617                     | (estimado)                  |
| 2056                        | 334.938                     | (estimado)                  |

En 2006, los grupos de mayor ascendencia en Darwin eran, australianos (42.221 o el 36,9 por ciento), ingleses (29.766 o el 26 por ciento), irlandeses (9.561 u 8,3 por ciento), escoceses (7.815 o 6,8 por ciento), chinos (3.502 o 3 por ciento), griegos (2.828 o 2,4 por ciento) e italianos (2.367 o el 2 por ciento).
La población de Darwin se caracteriza por tener la más alta proporción de población aborigen de cualquier ciudad capital de Australia. En el censo de 2006 había 10.259 (9,7 por ciento) de aborígenes viviendo en Darwin. Por su parte, la población ha cambiado después de la Segunda Guerra Mundial. Darwin, al igual que muchas otras ciudades australianas, ha experimentado la afluencia de numerosos inmigrantes procedentes de Europa, con un número importante de italianos y griegos durante las décadas de 1960 y 1970. Darwin también comenzó a recibir afluencia de ciudadanos de otros países europeos incluyendo neerlandeses o alemanes, entre otros. Un porcentaje significativo de los residentes de Darwin son inmigrantes del Sudeste asiático (asiáticos australianos eran el 9,3% de la población de Darwin en 2001).
Darwin incluye entre su población personas de diferentes orígenes étnicos. El censo de 2006 reveló lo siguiente: la mayoría de los lugares de nacimiento de los inmigrantes en el exterior eran el Reino Unido (3,4 por ciento), Nueva Zelanda (2,1 por ciento), Filipinas (1,4 por ciento) y Timor Oriental (0,9 por ciento). El 18,3 por ciento de la población de la ciudad nació en el exterior, que es inferior a la media de Australia del 22%.
Darwin tiene una población joven, con una edad media de 32 años (en comparación con el promedio nacional de alrededor de 35 años) ayudado en gran parte por la presencia militar y el hecho que muchas personas optan para retirarse en otra parte.
Los idiomas (exceptuando el inglés) más comunes que se hablan en Darwin son: griego, italiano, indonesio, vietnamita y cantonés.

### Crecimiento de la población
Darwin es una de las capitales australianas de mayor crecimiento demográfico, con unos niveles anuales de crecimiento del 2,6% desde el censo de 2006. En los últimos años, Palmerston y Litchfield han registrado los mayores índices de crecimiento de población de cualquier otra Área Gubernamental del Territorio del Norte, e incluso en 2016 Litchfield podría alcanzar a Palmerston y convertirse en el segundo municipio del área metropolitana de Darwin. Se prevé que en 2021 la suma de las poblaciones de Palmerston y Litchfield alcance los 101.546 habitantes. Si los índices de crecimiento actuales continúan en esta línea ascendente, Darwin alcanzará a Hobart en número de habitantes en 2048.

### Religión
El cristianismo es la religión con más fieles en Darwin con 56.613 creyentes representando el 49,5% de la población de la ciudad. Las mayores denominaciones cristianas en Darwin son los católicos (24.538 o un 21,5%) seguidos de los anglicanos (14.028 o 12,3%) y griegos ortodoxos (2.964 o 2,6%). Los budistas, musulmanes, hindúes y judíos representan el 3,2 por ciento de la población total de Darwin. Hay 26.695 o un 23,3% de la población que no profesa ninguna religión.

## Gobierno

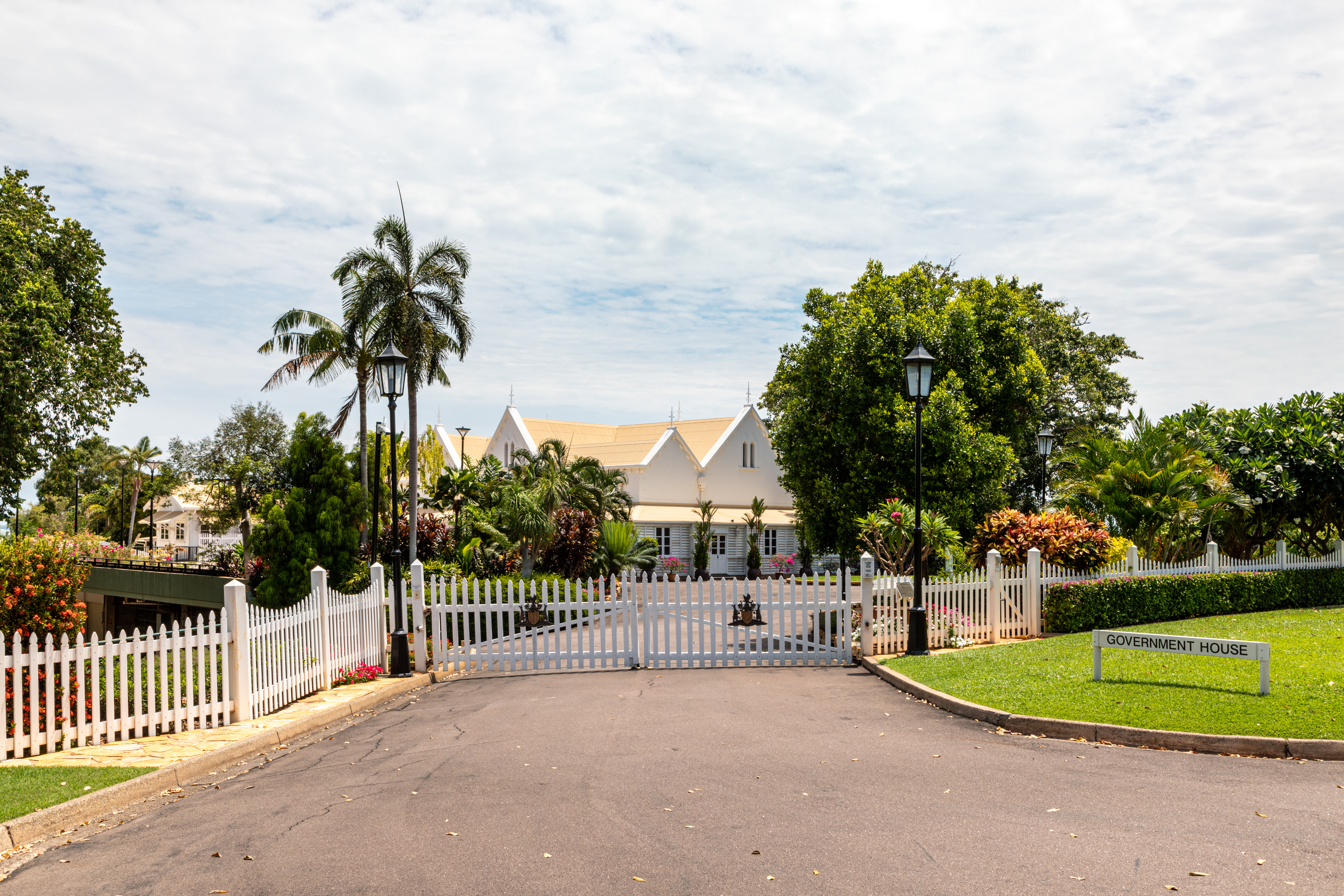
Government House, Darwin

El Ayuntamiento de Darwin (incorporado bajo el Acta Gubernamental Local del Territorio del Norte en 1993) gobierna la ciudad de Darwin, el distrito financiero y los suburbios. El Ayuntamiento de Darwin ha gobernado la ciudad desde 1957 y se compone de 13 miembros electos: el alcalde y 12 concejales. El electorado de la ciudad de Darwin está organizado en cuatro unidades o distritos electorales. Los nombres de los distritos son Chan, Lyons, Richardson y Waters. Los componentes de cada distrito son directamente responsables de la elección de tres concejales. Los componentes de todos los pabellones electorales son los responsables directo de elegir al Lord Mayor ("alcalde") de Darwin. El actual alcalde es Graeme Sawyer después de las elecciones en marzo de 2008 que sustituye a Garry Lambert, quien cogió el testigo del anterior alcalde Peter Adamson.

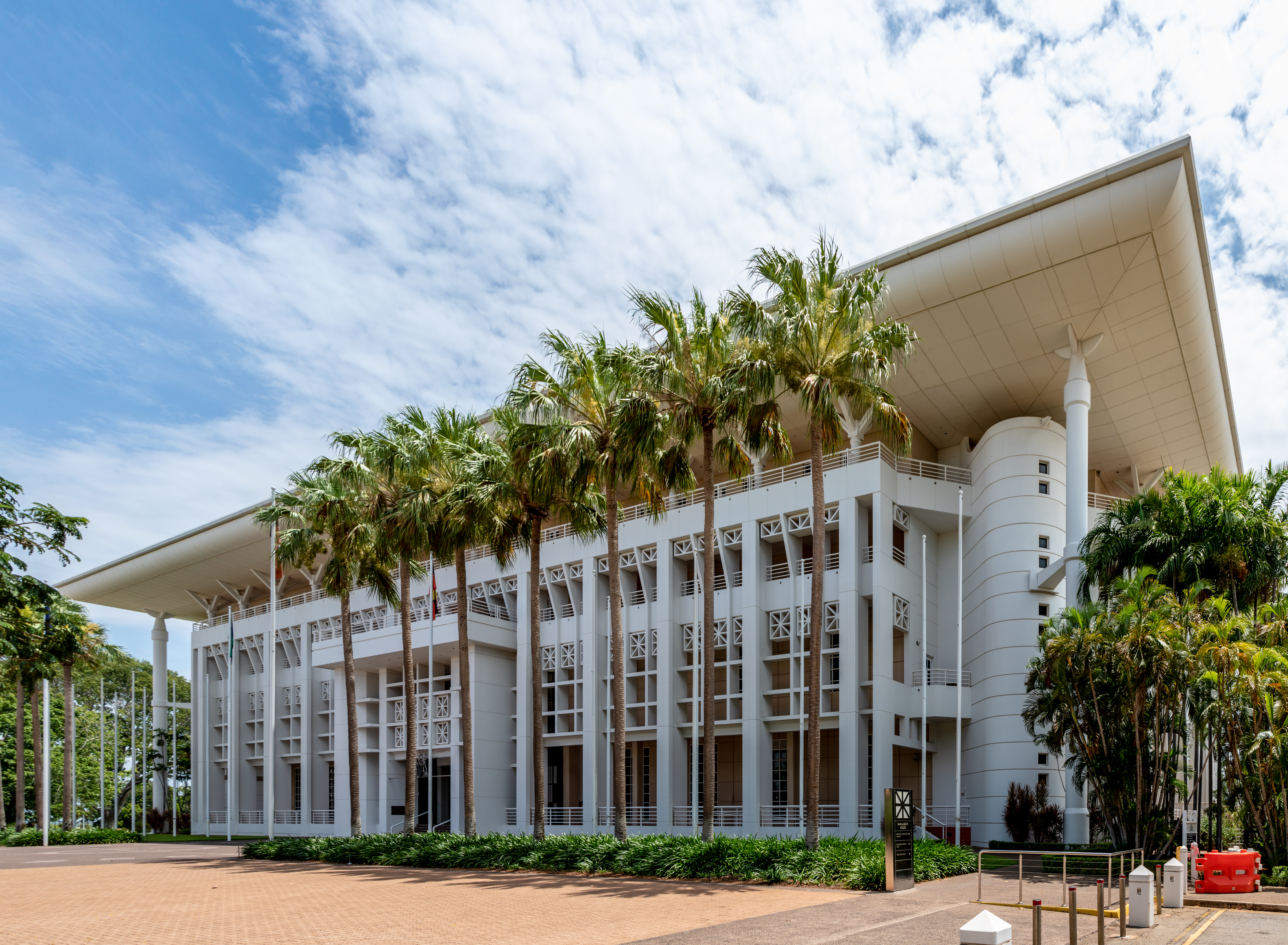
Asamblea Legislativa del Territorio del Norte

El resto de la zona de Darwin se divide en 2 zonas de gobierno local. Una de ellas es designado como ciudad, y la segunda, que se encuentra en la franja exterior de la ciudad, tiene el título de Comarca. Estas áreas han elegido a los concejales que se encargan de las funciones delegadas en ellos por el Gobierno del Territorio del Norte, tales como la planificación de la ciudad o la recolección de basura, entre otros cometidos.
La Asamblea Legislativa del Territorio del Norte se reúne en Darwin en el Parlamento del Territorio del Norte. La Government House ("Casa de Gobierno"), la residencia oficial del Administrador del Territorio del Norte, está ubicada en The Esplanade.

## Economía

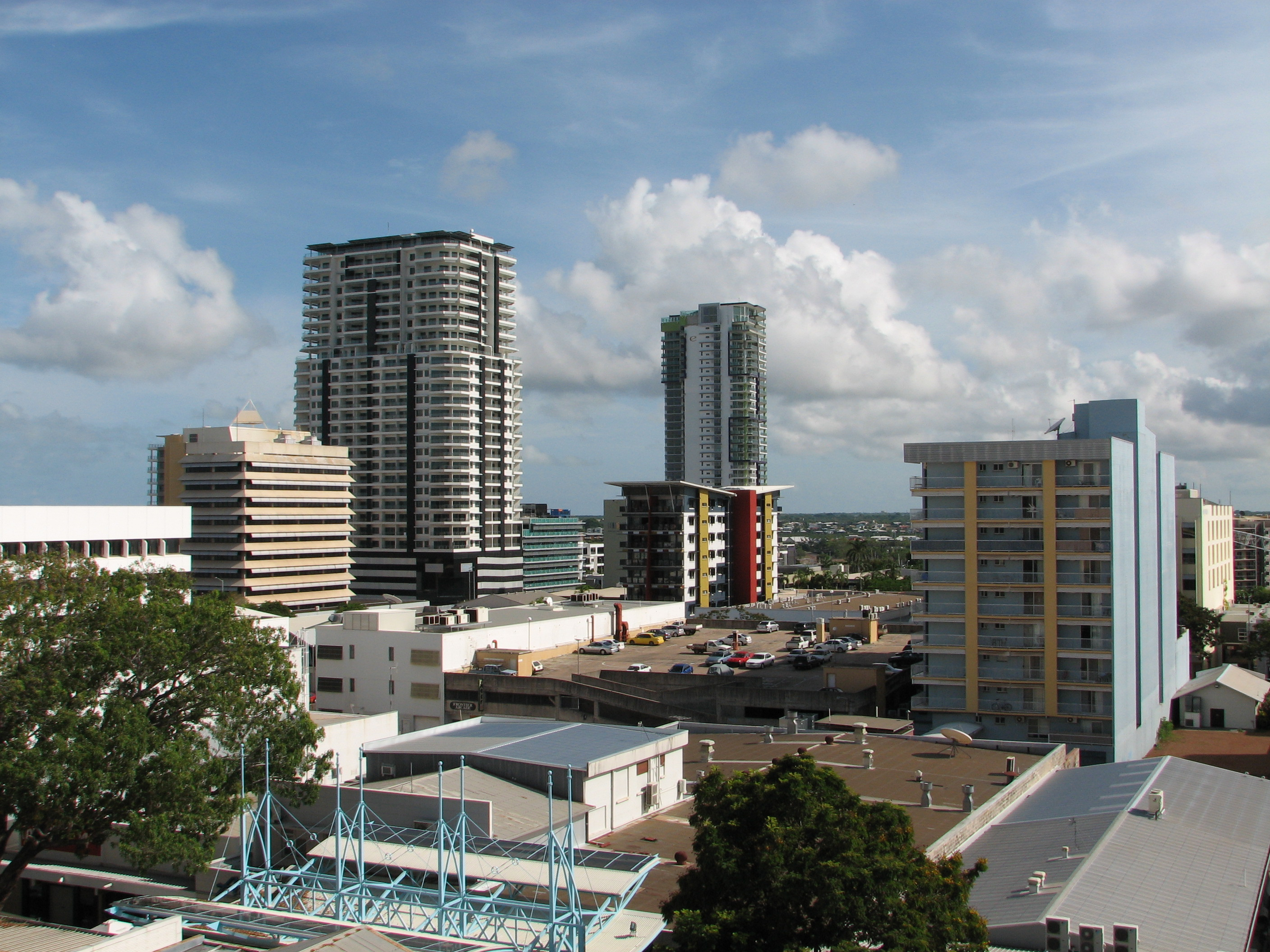
CBD de Darwin.

Los dos principales sectores económicos de Darwin son la minería y el turismo. La producción de la minería y la industria energética supera los 2,5 mil millones de dólares anuales. Los recursos minerales más importantes son el oro, la bauxita, el zinc y el manganeso, entre otros. La producción de energía se centra principalmente en la costa con el petróleo y el gas natural desde el mar de Timor, aunque existen importantes yacimientos de uranio cerca de Darwin. El turismo emplea al 8% de los residentes de Darwin y se espera que crezca el número de turistas nacionales e internacionales que pasan temporadas en Darwin durante las estaciones húmedas y secas. El gasto federal es un importante contribuyente a la economía local.
La presencia militar en Darwin y en el Territorio del Norte actúan como importantes fuentes de empleo. La continuación de la participación del Ejército de Australia en la estabilización de Timor Oriental ha favorecido a que la población militar de Darwin crezca a más de 11 000 personas, con datos correspondientes a 2001. También hay una importante presencia de las Naciones Unidas en Darwin, desde que la ciudad sirviese como centro para los trabajadores y contratistas de las Naciones Unidas con destino a Timor Oriental.
Se espera que la importancia de Darwin como puerto crezca, debido al incremento de la explotación de petróleo en el cercano mar de Timor y a la finalización del enlace ferroviario y la continuación de la expansión comercial con Asia.
Durante el año 2005, se iniciaron en Darwin una serie de ambiciosos proyectos de construcción. Uno de ellos es la reconstrucción del muelle del distrito, que incluye un gran centro de convenciones y exposiciones, viviendas, apartamentos entre los que se incluyen Outrigger Pandanas y Evolution on Gardiner (dos de los edificios más altos de la ciudad cuando se complete su edificación), centros de entretenimiento, una gran piscina con olas y una laguna. El proyecto del barrio Chino también ha comenzado con planes como la construcción de aparcamientos de varios niveles, puntos de venta al por menor y restaurantes.

## Educación

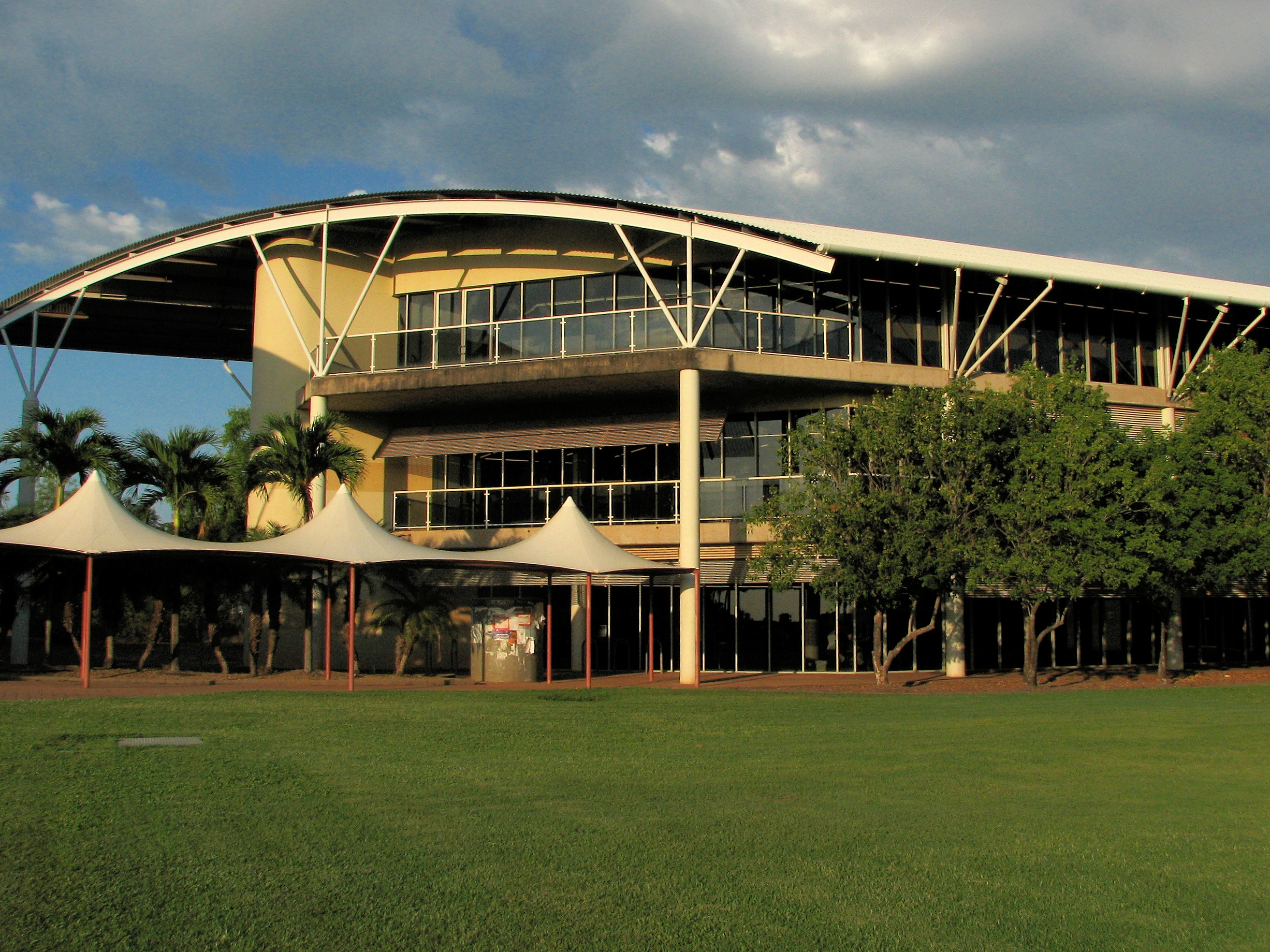
Biblioteca de la Charles Darwin University

La educación es supervisado en todo el territorio por el Departamento de Educación y Capacitación (DET), cuya función es mejorar continuamente los resultados de la educación para todos los estudiantes, con especial atención en los estudiantes indígenas.

### Preescolar, primaria y secundaria
Darwin es servido por una serie de escuelas públicas y privadas que atienden a estudiantes locales y extranjeros. Más de 16.500 estudiantes de primaria y secundaria se matriculan en las escuelas en Darwin, con 10.524 estudiantes que reciben educación primaria y 5.932 estudiantes que lo hacen en la educación secundaria. Hay más de 12.089 estudiantes matriculados en las escuelas públicas y 2.124 estudiantes matriculados en escuelas independientes, según los datos recogidos por la Oficina del Censo de Australia en 2006.
Hay 9.764 estudiantes que asisten a escuelas de la zona de la ciudad de Darwin. 6.045 estudiantes asistieron a escuelas primarias y 3.719 estudiantes asistieron a escuelas secundarias. Hay más de 7.161 estudiantes matriculados en las escuelas públicas y 1.108 estudiantes matriculados en escuelas independientes. Hay más de 35 escuelas primaria y preescolares y 12 escuelas secundarias tanto gubernamentales como no gubernamentales. La mayoría de las escuelas en la ciudad son seculares, pero hay un pequeño número de escuelas cristianas, instituciones católicas y luteranas. Los estudiantes que completen su trabajo hacia la educación secundaria alcanzan el Certificado de Educación del Territorio del Norte, que está reconocido en todos los estados y territorios. Muchas de las escuelas están en renovación y reconstrucción. Las escuelas se han reestructurado en primarias, escuelas medias y secundarias desde principios de 2007.

### Terciaria y universitaria
La Universidad Charles Darwin es la proveedora central de la educación superior en el Territorio del Norte, que abarca tanto la formación profesional como cursos académicos, actuando como una propia universidad y como un instituto de TAFE, o educación técnica superior. Hay más de 5.500 estudiantes matriculados en educación terciaria y cursos superiores. También proporciona servicios de educación primaria en granjas y asentamientos rurales, principalmente a aborígenes.

## Cultura

### Eventos y festivales

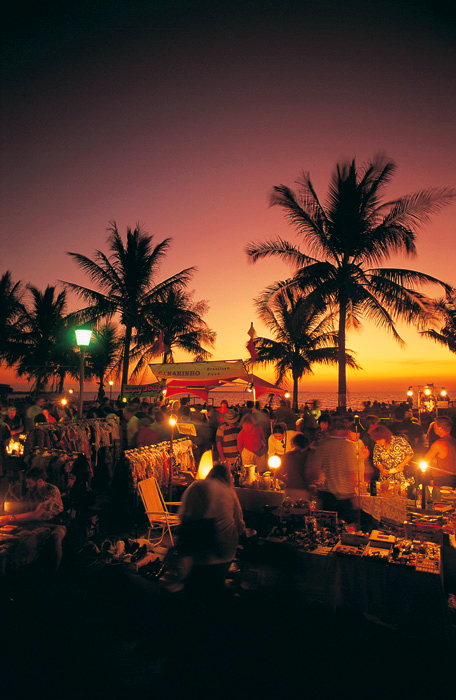
Mercados de Mindil Beach.

El 1 de julio se celebra el Día del Territorio (Territory Day). Este es el único día del año, aparte del Año Nuevo Chino, en el que los fuegos artificiales están permitidos. En Darwin, las principales celebraciones se producen en Mindil Beach, donde un gran espectáculo pirotécnico es encargado por el gobierno.
Los mercados semanales son los Mindil Beach Sunset Markets, (jueves y domingos durante la estación seca), el Parap Market, el Nightcliff Market y el Rapid Creek Market.

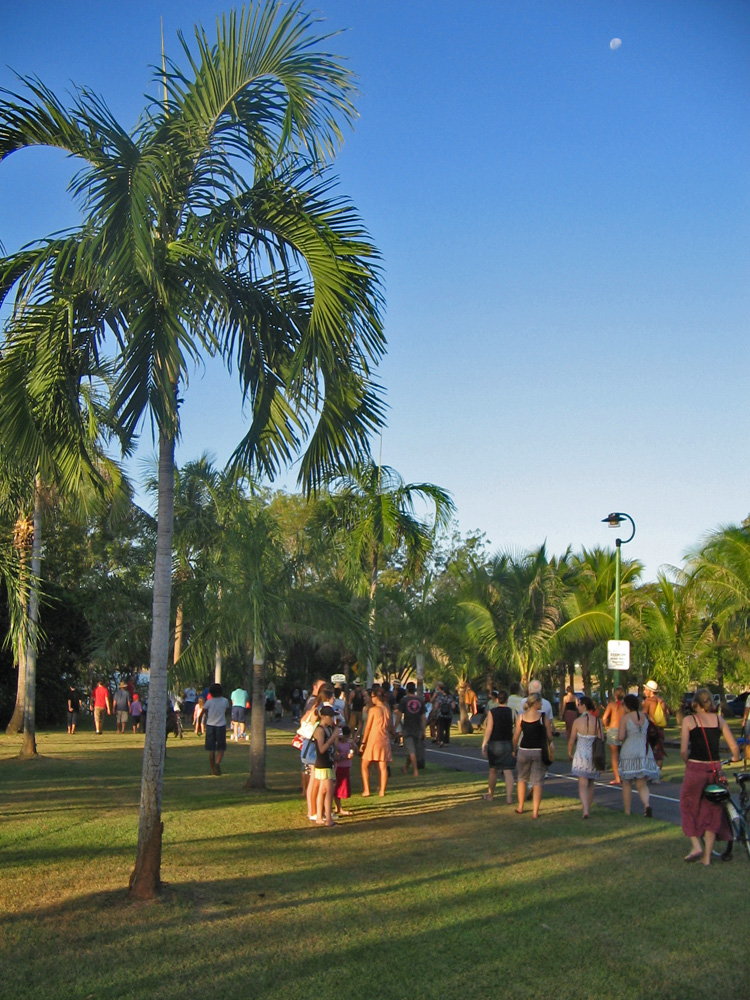
Nightcliff Seabreeze Festival.

El Festival de Darwin se celebra anualmente, incluyendo comedia, danza, teatro, música, artes visuales y cinematográficas, y los NT Indigenous Music Awards. Otros festivales incluyen el Glenti, que sirve como escaparate para la extensa comunidad griega de Darwin, y el India@Mindil, un festival similar celebrado por la pequeña comunidad india. El Año Nuevo Chino se celebra con grandes festejos, resaltando la influencia asiática en Darwin.
El Festival Seabreeze, que comenzó en 2005, se celebra en la segunda semana de mayo en el barrio de Nightcliff. Ofrece una oportunidad para que el talento local se puesto en escena, y un acontecimiento popular son las festividades familiares del sábado a lo largo de la playa de Nightcliff.
El Festival Speargrass se celebra anualmente la semana anterior a la primera luna llena de julio y festeja el alternativo estilo de vida de Top End. Las actividades del festival incluyen música, proyección de películas de producción local, serigrafía, carpa de sudoración, actividades acuáticas, pirámide humana, jacuzzi, bingo, cocina orgánica, yoga matinal, meditación y círculos terapéuticos, entre otras. El festival tiene lugar en la propiedad de Speargrass, a 50 kilómetros al noreste de Pine Creek.
La Regata de las Latas de Cerveza de Darwin, en agosto, celebra el amor de Darwin por la cerveza y los barcos de los concursantes deben estar construidos exclusivamente de latas de cerveza. También en agosto se organiza la Copa Darwin de carreras de caballos, la competición de rodeo y la Mud Crab Tying Competition.
La World Solar Challenge es una carrera de coches solares que atrae a equipos de todo el mundo, la mayoría de ellos compuestos por estudiantes universitarios. La carrera tiene 20 años de historia y nueve carreras, siendo fundada en 1987.

### Artes y entretenimiento
La Orquesta Sinfónica de dio su primer concierto en 1981, y ha actuado a lo largo de todo el Territorio del Norte. La Compañía de Teatro de Darwin es una compañía de producción de teatro profesional, trabajando de manera local y nacional.
El Centro de Entretenimiento de Darwin es la principal sala de conciertos de la ciudad y acoge actuaciones orquestales y teatrales. Otros teatros son el Centro de Convenciones de Darwin, aún en construcción, que es parte del proyecto de 1.1 billones de dólares de Darwin Waterfront.
El único casino de Darwin abrió sus puertas en 1981, que más tarde se convirtió en el Diamond Beach Casino, y posteriormente en el MGM Grand Darwin, antes de ser renombrado a SKYCITY Darwin después de que SKYCITY Entertainment Group comprara el hotel en 2004.

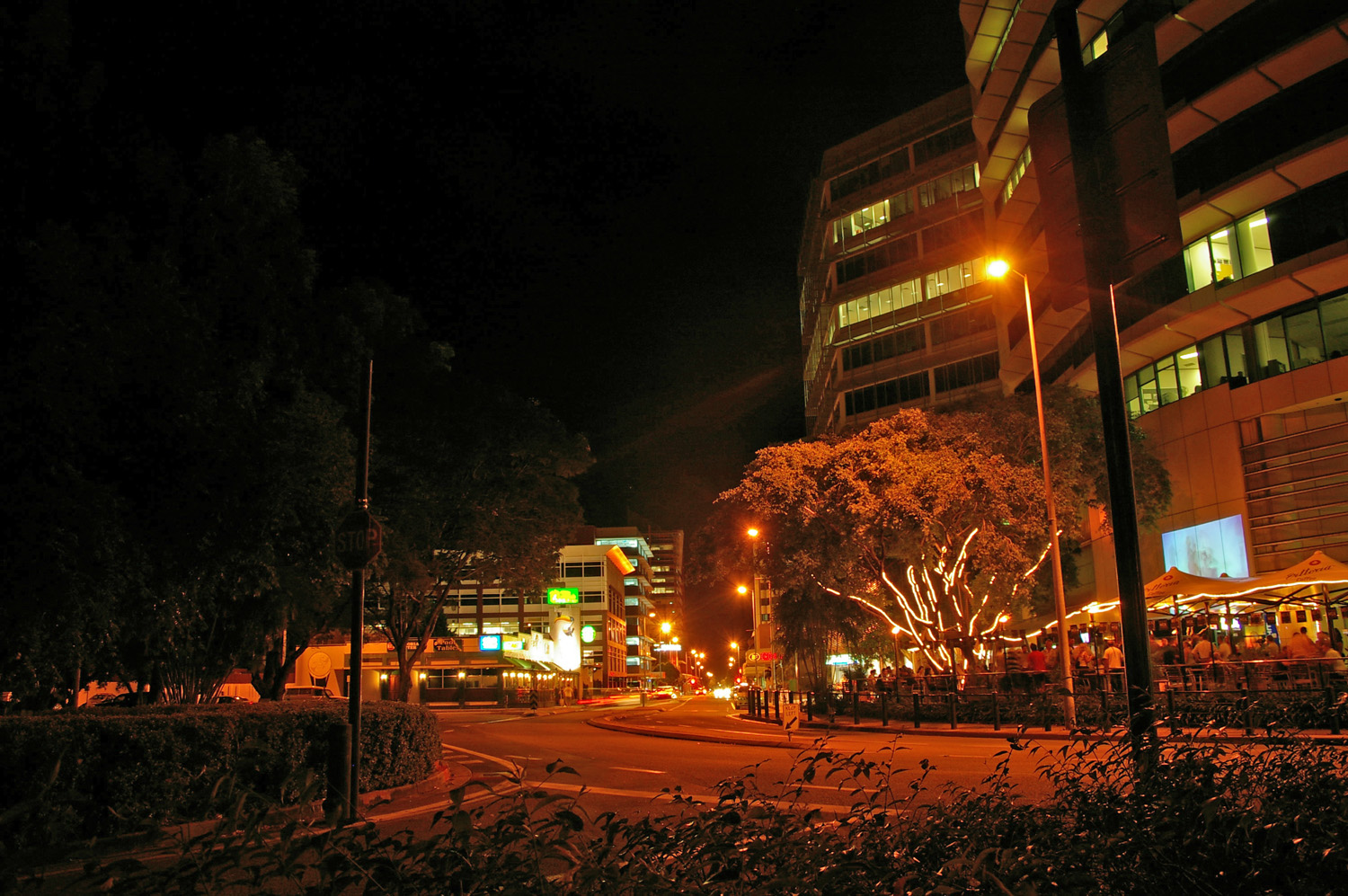
Mitchell Street de noche.

Darwin es la sede de la Indo-Pacific Marine & Australian Pearling Exhibition, que alberga un acuario con corales vivos, y su complementaria vida marina. El Museo y Galería de Arte del Territorio del Norte en Darwin ofrece una visión general de la historia de la zona, incluyendo exposiciones del ciclón Tracy y los barcos de las Islas del Pacífico. El East Point Military Museum cuenta la historia de los ataques aéreos japoneses en Darwin durante la Segunda Guerra Mundial.
Darwin tiene un gran panorama artístico debido a su tamaño. El Festival de Darwin y el Festival Fringe de Darwin son eventos anuales. La ciudad posee una amplia gama de salas de música en vivo interiores y exteriores, contando con grupos musicales tanto de Darwin como de otros lugares. Una de las características de la ciudad son sus galerías de artes, algunas de ellas especializadas en los aborígenes.
Bandas musicales locales y visitantes actúan en salas como el Centro de Entretenimiento de Darwin, el Hotel Vic, el Happy Yess y el Brown's Mart. El festival anual de música Bass in the Grass es muy popular entre la juventud de las zonas circundantes. Artistas como Jessica Mauboy y The Groovesmiths son nativos de Darwin.
En Darwin no se han filmado grandes películas, aunque, sin embargo, algunas escenas de las películas Australia y Black Water fueron rodadas en Darwin en 2007.
Teniendo en cuenta su tamaño moderado, Darwin tiene una activa vida nocturna, muy impulsada por ser uno de los principales destinos turísticos del país. Mitchell Street, en el distrito financiero, está repleta de discotecas, bares y restaurantes, muchos de ellos con comedores al aire libre. También existen pequeños teatros, tres complejos de cine (CDB, Casuarina, y Palmerston) y el Deckchair Cinema. Este es un cine al aire libre que abre en la estación seca, de abril a octubre, y proyecta películas independientes y de arte.

### Ocio

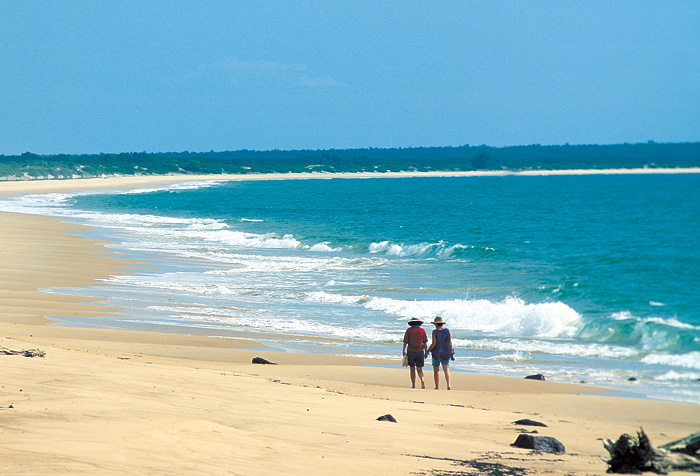
Casuarina Beach.

La ciudad tiene muchos kilómetros de amplitud, playas inmaculadas, incluida la Casuarina Beach y la renombrada Mindil Beach, donde están ubicados los mercados Mindil Beach. Desde 1976, la Casuarina Beach cuenta con una zona reservada al nudismo. Nadar en el mar durante los meses de octubre a mayo se debe evitar debido a la presencia de letales cubozoas, conocidos localmente como avispas de mar.
Los cocodrilos marinos son muy comunes en todos los canales navegables en torno a Darwin, e incluso en ocasiones son encontrados nadando en el puerto de Darwin o en las playas locales.

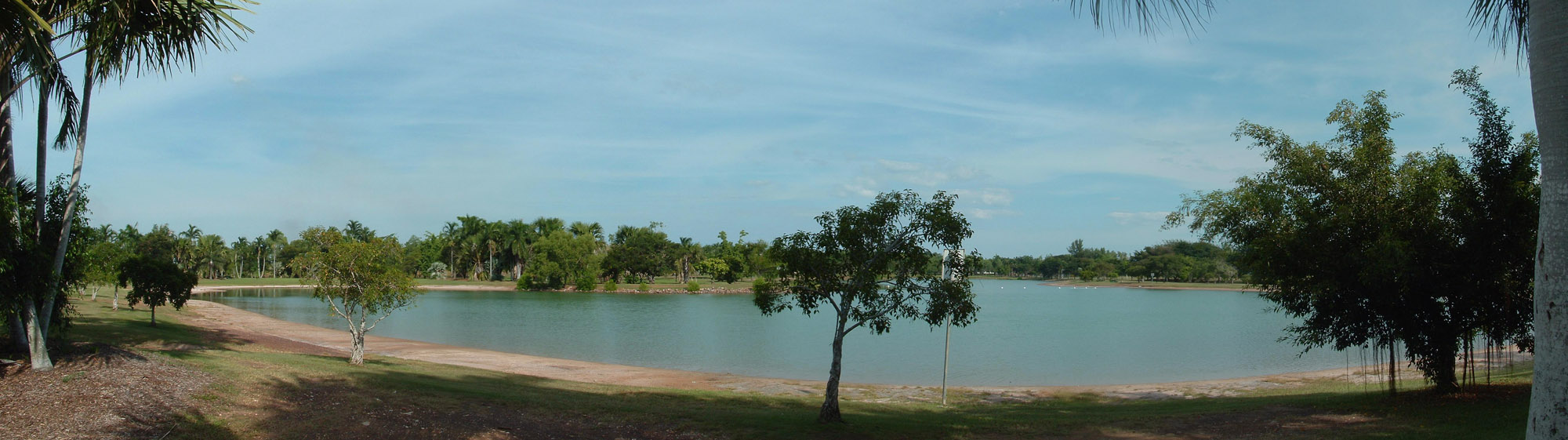
Lago Alexander.

La pesca es una de las actividades de ocio de Darwin. Visitantes de todo el mundo acuden a la ciudad con el objetivo de pescar el preciado barramundi, todo un icono en la región. Los ríos Mary, Daly y Alligator son algunos donde proliferan los barramundis. La pesca en aguas azules también destaca en Darwin, pudiéndose encontrar caballa española, jewfish negro, queenfish, pargo y otras variedades de la zona. El lago Alexander es un lago artificial que generalmente se considera seguro, y está emplazado en el East Point Reserve.

### Parques y jardines
Darwin cuenta con extensos parques y jardines. Entre ellos se incluyen los Jardines Botánicos George Brown Darwin, el East Point Reserve, el Casuarina Coastal Reserve, el parque nacional Charles Darwin, el Knuckey Lagoons Conservation Reserve, el parque recreativo Leanyer, el Nightcliff Foreshore, el parque Bicentenario y los Jingili Water Gardens.

### Deportes

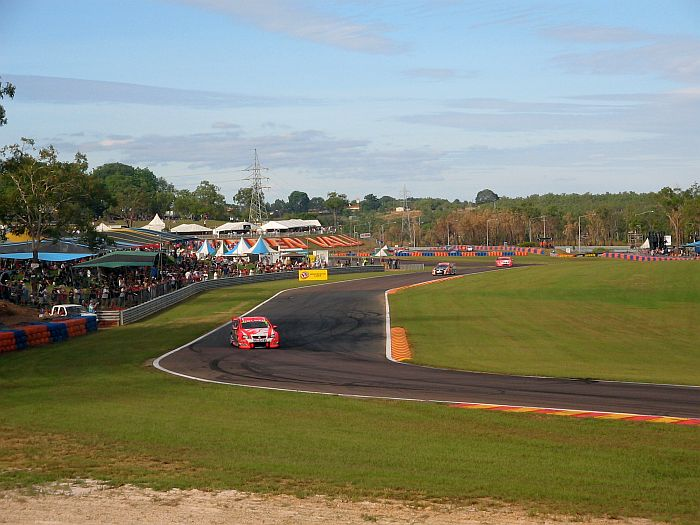
Hidden Valley Racetrack.

El Marrara Sports Complex, cerca del aeropuerto, cuenta con estadios de fútbol australiano (TIO Stadium), cricket, rugby union, baloncesto (y pistas de deportes interiores), fútbol, atletismo y hockey sobre hierba. Cada dos años desde 1991 (con exclusión de 2003 debido al brote de SRAS), Darwin ha sido el anfitrión de los Juegos de Arafura, uno de los principales eventos deportivos de la región. En julio de 2003, la ciudad acogió su primer partido internacional de test cricket entre Australia y Bangladés, seguido por Australia y Sri Lanka en 2004. El fútbol australiano y el rugby league se juegan durante todo el año. El equipo de Melbourne Western Bulldogs, de la Australian Football League, disputa un encuentro en el Marrara Oval cada año. El ATSIC Aboriginal All-Stars también participa en la competición de pretemporada de la AFL. En 2003, un récord de 17.500 espectadores se dieron cita en un partido de pretemporada entre All-Stars y Carlton Football Club en el Marrara.
Darwin alberga una ronda de la V8 Supercars cada año en el Hidden Valley Raceway.
La Copa Darwin es una popular carrera de caballos a la que asiste un gran público cada año en el Fannie Bay Racecourse. A pesar de no ser tan popular como la Copa Melbourne, en 2003, Sky Racing comenzó a televisar la mayor parte de las carreras. La Copa de Darwin es un día festivo en el Territorio del Norte (día festivo de pícnic).

## Medios de comunicación
Los principales periódicos de Darwin son el Northern Territory News, y un periódico dominical, el The Sunday Territorian, ambos de propiedad de la News Corporation de Rupert Murdoch. Darwin también recibe el diario nacional, The Australian, y el Darwin Sun, también producido por News Corporation.
Darwin cuenta con cinco canales de free to air. Varios canales de televisión comerciales son proporcionados por Southern Cross Darwin (afiliado de Seven Network), Channel Nine Darwin y Darwin Digital Television. Las dos televisiones públicas existentes en Darwin son ABC y SBS Television.
Darwin tiene dos emisoras de radio en frecuencias AM y FM. Las emisoras de ABC son ABC News Radio (102.5FM), ABC Local Radio (105.7FM), Radio National (657AM), ABC Classic FM (107.3FM) y Triple J (103.3FM). SBS (102.5FM) también difunde su red nacional de radio a Darwin. La ciudad también cuenta con las emisoras Hot 100 100.1, Mix 104.9, 104.1 Territory FM, KIK FM 91.5 (de música dance), Rete Italia 1611AM, Radio Larrakia 94.5, Yolngu Radio 1530AM y Rhema FM 97.7.

## Infraestructura

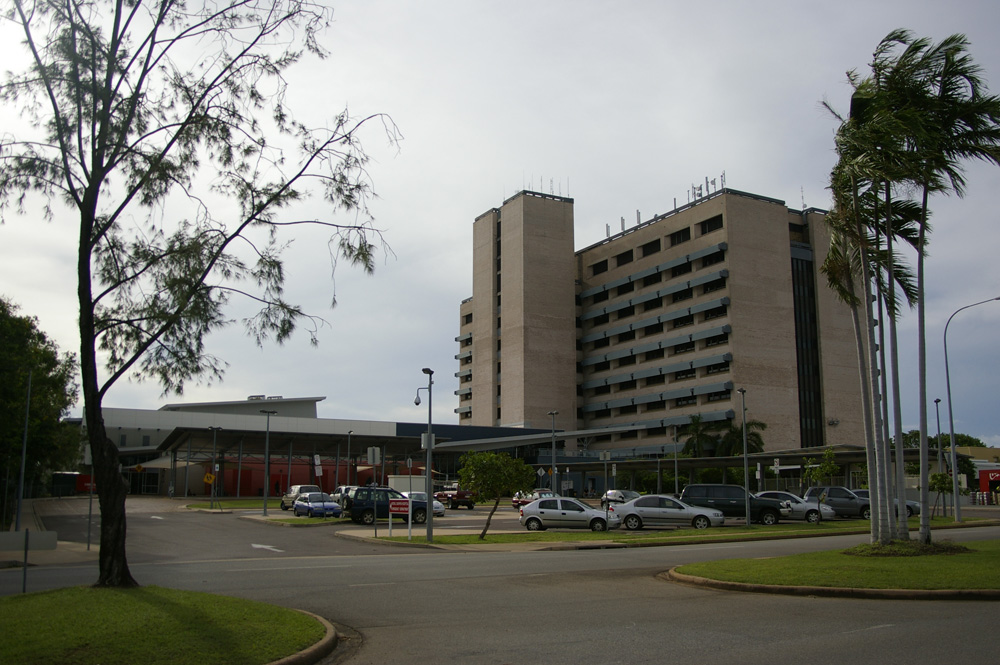
Royal Darwin Hospital

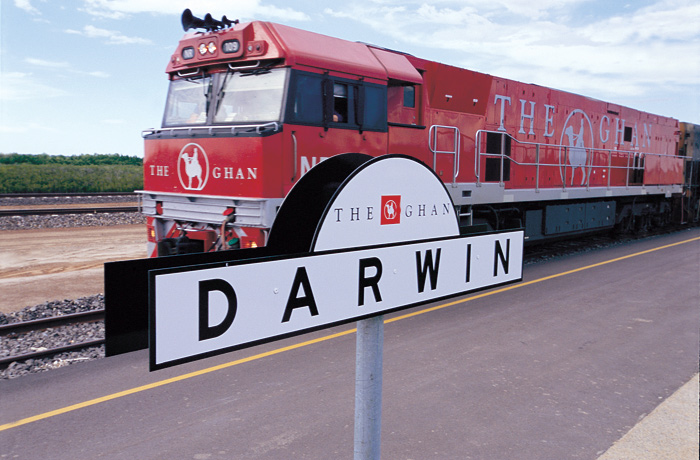
The Ghan llegando a la estación central de Darwin.

### Sanidad
El Gobierno del Departamento de Sanidad y Familia del Territorio del Norte supervisa un hospital público en la región metropolitana de Darwin. El Royal Darwin Hospital, situado en Tiwi, es el hospital referente y docente más importante de la ciudad, así como el mayor del Territorio del Norte.
El Darwin Private Hospital es un importante hospital privado ubicado también en Tiwi, frente al anteriormente mencionado Hospital Real.

### Transporte
Darwin no posee conexión ferroviaria entre ciudades. La línea que une Alice Springs con Darwin fue inaugurada en 2003, conectando a la capital del Territorio del Norte con Adelaida. El primer servicio tuvo lugar en 2004. The Ghan es el tren de pasajeros más importante que pasa por Darwin y sale de Adelaida vía Alice Springs y Katherine hasta Darwin de dos a tres veces por semana, dependiendo de la estación.

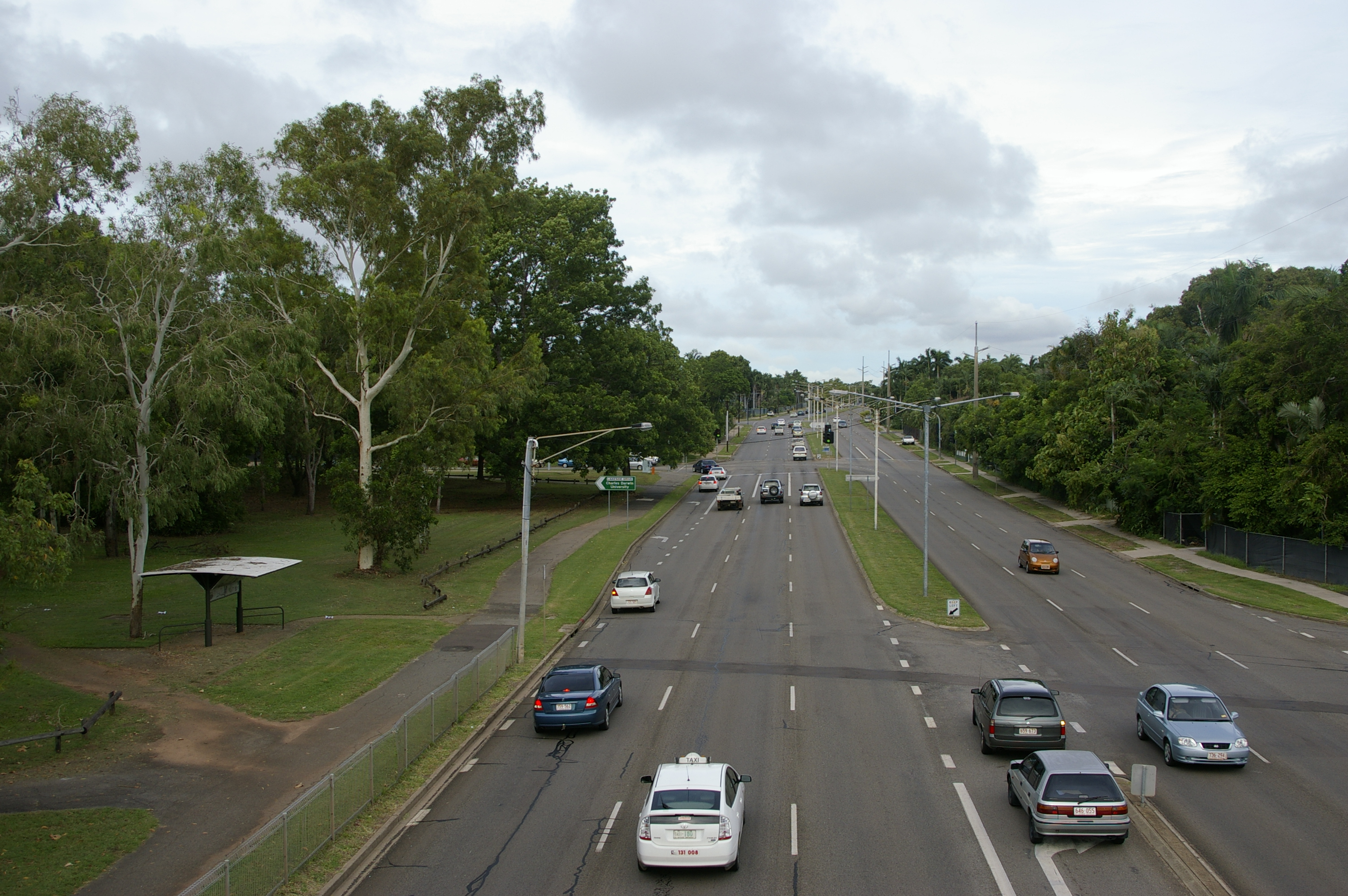
Trower Road a su paso por Darwin.

El Aeropuerto Internacional de Darwin está situado en el suburbio de Marra, a 13 kilómetros al noroeste de la ciudad, y es el único aeropuerto en Darwin, que comparte pista con las fuerzas aéreas australianas. Es uno de los más importantes aeropuertos del país y en 2008 tuvo un volumen total de 1,8 millones de pasajeros.
Darwin es accesible a través de la carretera Stuart, que discurre a lo largo del Territorio del Norte desde Darwin a través de Katherine, Tennant Creek, Alice Springs y Adelaida. Otras carreteras importantes que se incluyen en Darwin son Tiger Brennan Drive, Amy Johnson Avenue, Dick Ward Drive, Bagot Road, Trower Road y McMillans Road. Los servicios de autobús en la zona principal de Darwin corren a cargo de Darwinbus, la empresa pública de este tipo de transportes en la ciudad.
Los transbordadores salen del puerto de Darwin a las islas principalmente para los turistas. Desde Cullen Bay opera un servicio de transbordador a las islas Tiwi y a Arafura Pearl.
Darwin tiene un nuevo puerto de aguas profundas en Darwin East Arm, donde se dan cita buques de tamaño Panamax.

### Servicios
El almacenamiento de agua y el suministro de energía de Darwin es administrado por Power and Water Corporation (Corporación de energía y agua), que es propiedad del Gobierno del Territorio del Norte. La empresa también es responsable de la gestión de la red de saneamiento y las principales cuencas de captación de agua en la región. El agua es almacenada principalmente en la mayor presa, la presa del río de Darwin que tiene hasta el 90% del abastecimiento de agua de la ciudad. Durante muchos años, el principal abastecimiento de agua para Darwin provenía de la presa Manton.
Los suburbios de Darwin, Palmerston y Katherine, son provistos por Channel Island Power Station. La mayor planta de energía en el Territorio del Norte es la nueva planta eléctrica de Weddell.

## Ciudades hermanadas
- Kálimnos, Grecia
- Anchorage, Alaska, Estados Unidos
- Ambon, Indonesia
- Haikou, República Popular China
- Milikapiti, Islas Tiwi
- Dili, Timor Oriental